# Гаврилов, Николай Иванович (чиновник)
Николай Иванович Гаврилов (ок. 1862 — ?) — вице-губернатор Тобольской губернии, действительный статский советник.

## Биография
В 1882 году окончил Варшавское пехотное юнкерское училище.
С 5 апреля 1908 года — вице-губернатор Тобольской губернии. За время нахождения на этой должности в губернии сменилось четыре губернатора. Был произведён в чин действительного статского советника 10 апреля 1911 года. Награды: орден Св. Анны 2-й ст, (1902), орден Св. Владимира 3-й ст. (1913), орден Св. Станислава 1-й ст. (1915).